# The Rising of the Moon
The Rising of the Moon is een Amerikaans-Ierse dramafilm uit 1957 onder regie van John Ford. Het scenario werd gebaseerd op de novelle The Majesty of Law (1936) van Frank O'Connor, het toneelstuk A Minute's Wait (1914) van Martin J. McHugh en het toneelstuk The Rising of the Moon (1907) van Augusta Gregory.

## Verhaal
De film bestaat uit drie verhalen die het leven op het Ierse platteland laten zien.
1. The Majesty of Law: een politieman moet een ouderwetse, traditionele man arresteren voor een geweldsdelict.
2. A Minute's Wait: In een treinstation wordt ingegaan op het leven van de passagiers.
3. 1921: Een veroordeelde Ierse nationalist ontstapt.

## Rolverdeling
| Acteur            | Personage                 |
| ----------------- | ------------------------- |
| Tyrone Power      | Verteller                 |
| Noel Purcell      | Dan O'Flaherty            |
| Cyril Cusack      | Inspecteur Michael Dillon |
| Jack MacGowran    | Mickey J.                 |
| Jimmy O'Dea       | Paddy Morrisey            |
| Tony Quinn        | Andrew Rourke             |
| Paul Farrell      | Jim O'Brien               |
| Kevin Casey       | McTigue                   |
| Maureen Potter    | Pegeen Mallory            |
| May Craig         | Mw. Folsey                |
| Michael Trubshawe | Kol. Charles Frobisher    |
| Maureen Connell   | May Ann McMahon           |
| Michael O'Duffy   | Mahon                     |
| Denis O'Dea       | Tom O'Hara                |
| Eileen Crowe      | Mw. O'Hara                |